# Corrado Maria Daclon
Corrado Maria Daclon (Milão, 1963) é um cientista e jornalista italiano. 

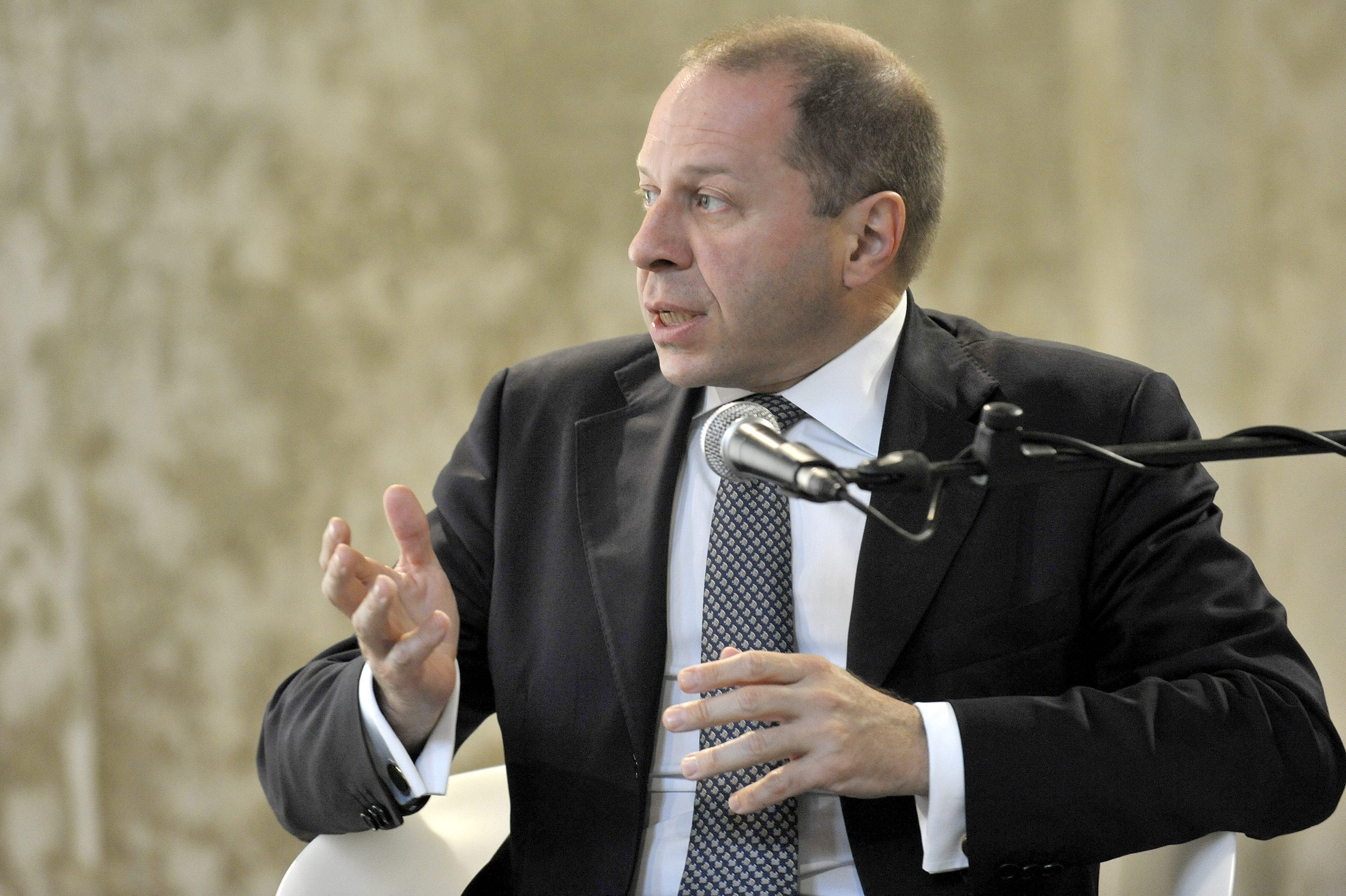
Corrado Maria Daclon

Desde 1995 é professor de política ambiental e geopolítica na Universidade Ca' Foscari de Veneza. Também é jornalista, escritor e colaborador editorial de várias revistas internacionais especializadas em energia, meio ambiente e geopolítica. 
Desde 1987 dirige Pro Natura, a mais antiga organização ambiental italiana. Desde 1986 tem trabalhado nos mais altos níveis de consultoria com Ministérios do Governo Italiano (Primeiro Ministro, Ministro do Meio Ambiente, Ministro da Pesquisa Científica, Ministro da Agricultura, Ministro da Educação).
Em 1999, Corrado Maria Daclon tornou-se consultor e colaborador científico do Comitê de Desafios da Sociedade Moderna da OTAN, desenvolvendo relações de trabalho com o mais alto escalão de instituições internacionais e agências federais, como a União Europeia (UE), a NASA, as Nações Unidas (ONU) e o Conselho da Europa, tendo publicado mais de 60 artigos científicos e 16 livros, muitos dos quais foram adotados como textos em diversas universidades europeias e da região mediterrânea. 
Na década de 90 foi membro do Conselho de Governo da UNEP em Nairobi, convocado para preparar a Cimeira da Terra do Rio de Janeiro, também conhecida como Conferência das Nações Unidas sobre Ambiente e Desenvolvimento. A partir do ano 2000 é o ponto de referência italiano para o projeto da Carta da Terra. Em 2005 também assumiu o posto de Secretário Geral da Fundação Itália-EUA, uma organização ligada à embaixada dos Estados Unidos em Roma. 
A colaboração do Dr. Daclon com os governos e com as universidades deu-se em mais de 60 países da Europa, África, Ásia, América do Norte e América do Sul.